# Agrostis gigantea
Espèce
Classification APG III (2009)
Agrostis gigantea (Agrostide géante ou Agrostide blanche, aussi appelée localement « Traîne » ou « éternue », est une espèce de plantes monocotylédones de la famille des Poaceae.
C'est une espèce vivace par ses rhizomes traçants, qui se comporte comme une mauvaise herbe dans les grandes cultures, mais qui est parfois cultivée pour lutter contre l'érosion des sols dans les zones perturbées. Elle est très fréquente dans les prairies permanentes et parfois dans les prairies cultivées (plante envahissante). 

## Description

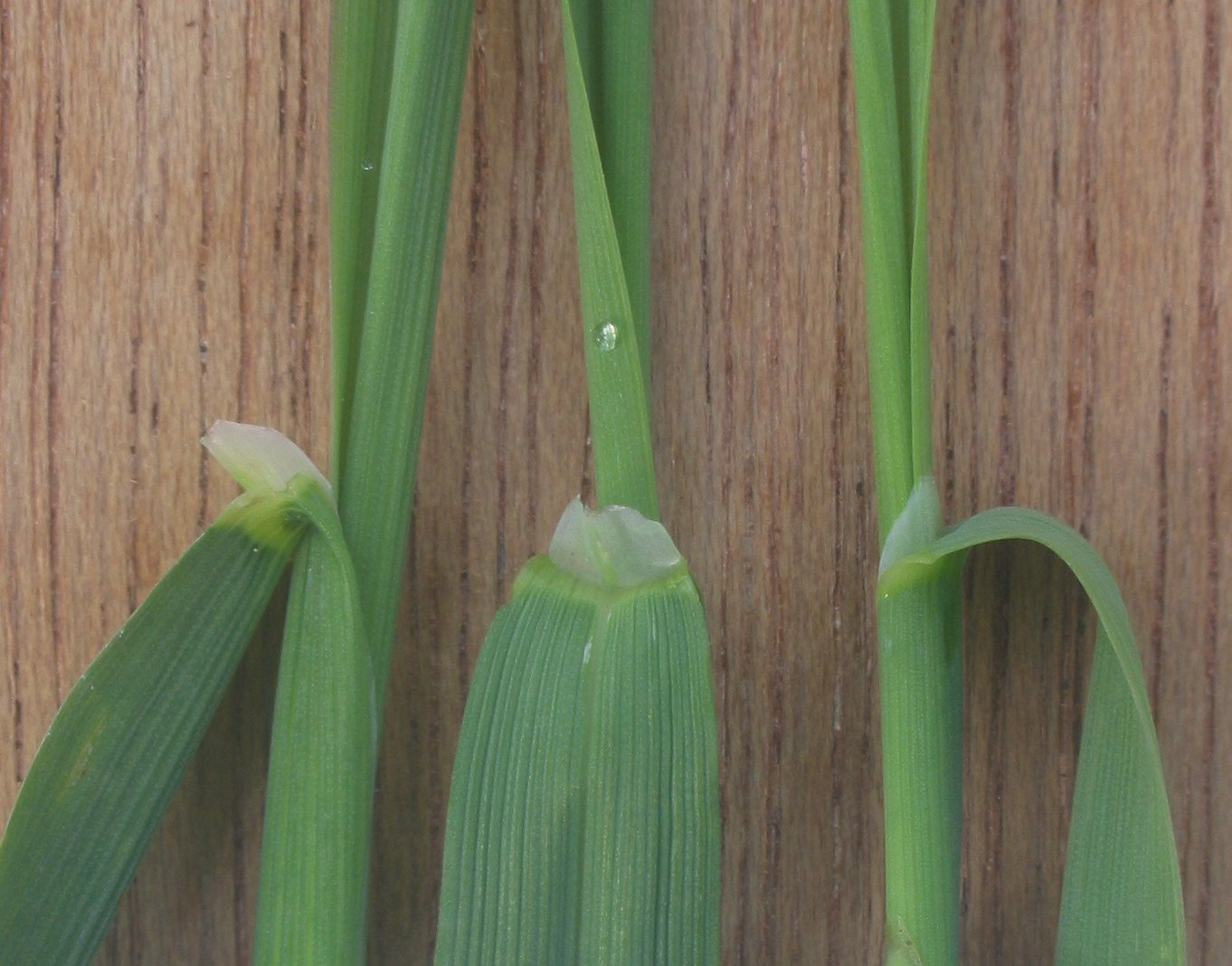
Feuilles et ligules de l'Agrostide géante

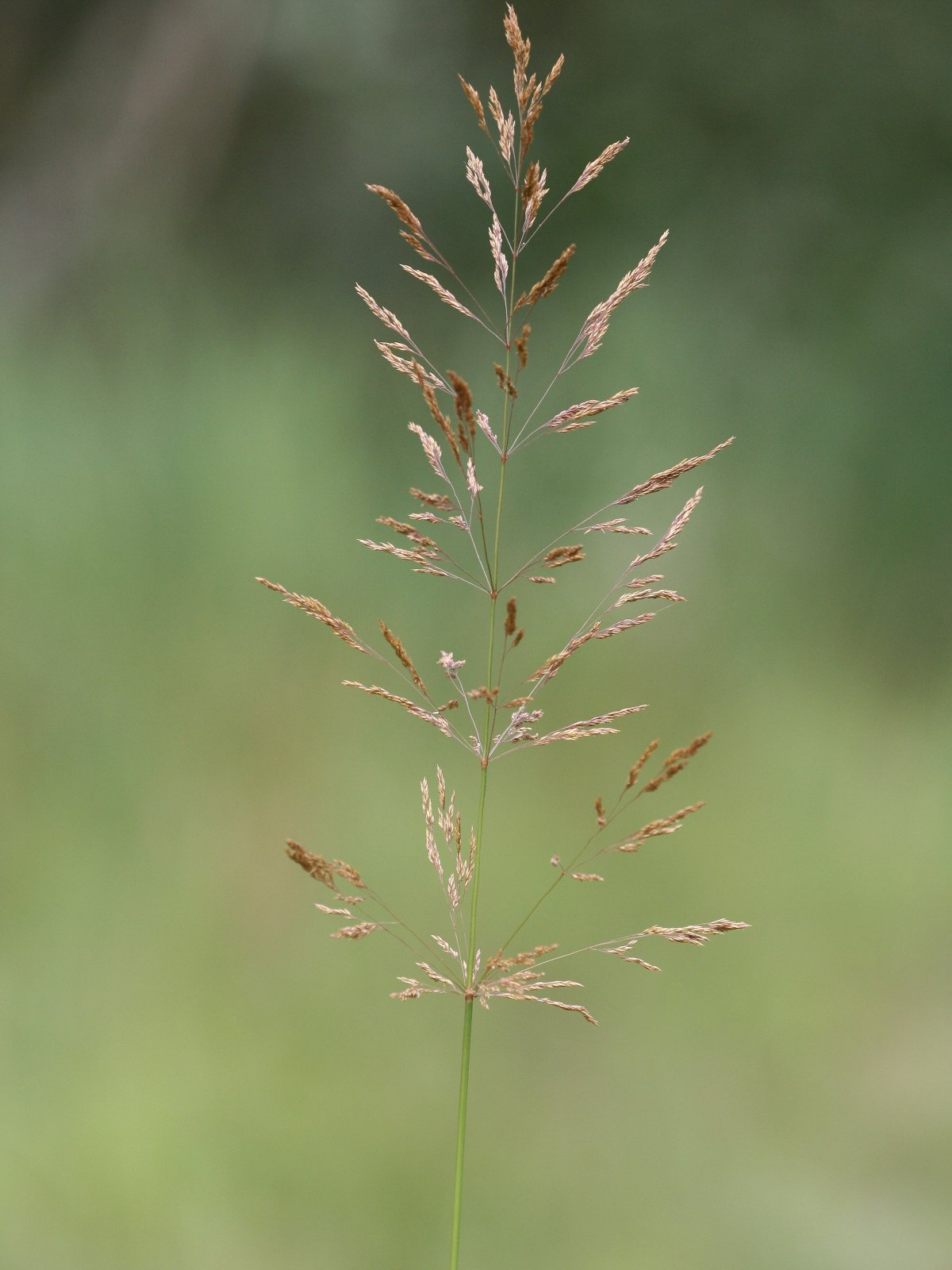
Panicule épanouie d'Agrostide géante

### Appareil végétatif
Cette plante vivace à rhizome mesure de 20 à 150 cm de hauteur. Les feuilles sont dépourvues de poils et présentent une ligule membraneuse, translucide, d’environ 1,5 à 6 mm de longueur. Chaque feuille mesure 5 à 30 cm de longueur pour 3 à 10 mm de largeur.

### Appareil reproducteur
L'inflorescence est une panicule d'épillets aux rameaux de taille inégale, porté par une tige lisse à port dressé. Une panicule d'Agrostis géante peut atteindre jusqu'à 25 cm de longueur; sa forme globale est oblongue ou conique et sa couleur à maturité est jaune, parfois teinté de pourpre. Chaque épillet mesure en moyenne 2 mm, est constitué de deux glumes de taille sensiblement égale qui enferment deux glumelles transparentes et les organes reproducteurs. La glumelle inférieure deux fois plus longue que la glumelle supérieure. 
Le fruit est un caryopse allongé qui, lorsqu'il est disséminé, tombe en laissant les glumes sur la plante.

### Espèces similaires
Agrostis gigantea a une proche parenté avec Agrostis capillaris et Agrostis stolonifera, avec lesquelles elle est susceptible de s'hybrider.

## Répartition et habitat
Cette plante originaire de l'Eurasie et de l'Afrique du Nord a été introduite accidentellement ou comme plante fourragère dans d'autres régions du globe, comme en Australie ou en Amérique du Nord.
Elle n'est plus cultivée comme plante prairiale mais était ou est devenue spontanée dans les prairies permanentes des zones tempérées ou froides. Elle peut être envahissante dans les prairies temporaires.

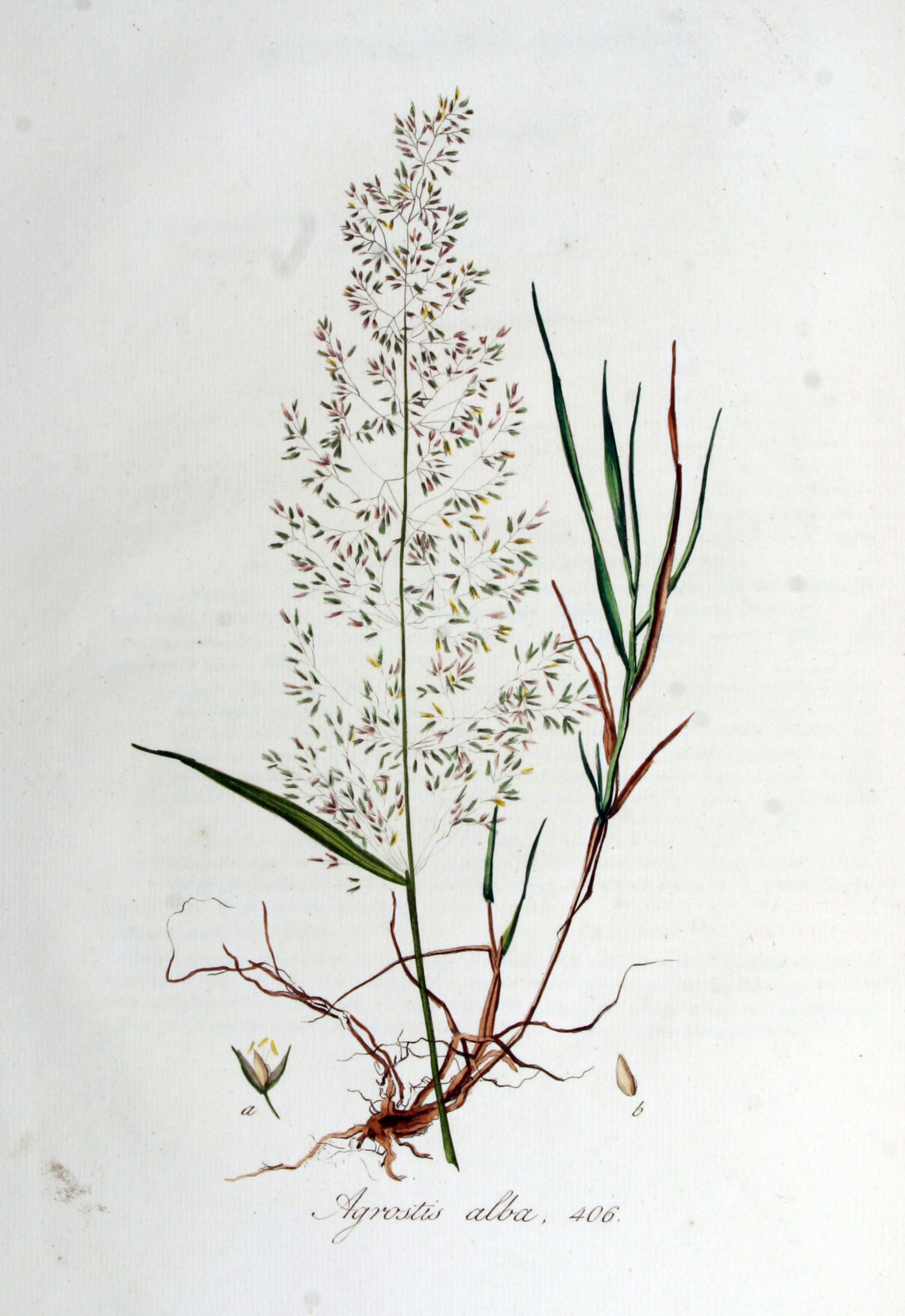
Agrostis gigantea Roth (Syn. Agrostis alba auct. non L.), Flora batava

Elle pousse sur sols plutôt humides. Cette graminée des prairies a tendance à envahir les champs cultivés.